# Reine
Reine este o localitate din comuna Moskenes, provincia Nordland, Norvegia, cu o suprafață de 0,29 km² și o populație de 307 locuitori (2013).